# 韦斯特洛克
韦斯特洛克（英语：Westlock），加拿大艾伯塔省中部城镇，韦斯特洛克县的农业、商业、行政中心。总人口4823(2011年)，人口密度355.3人/km2 。当地经济以农业为主。